# Galsulfaza
Galsulfaza je varijanta polimorfnog ljudskog enzima N-acetilgalaktozaminska 4-sulfataza rekombinantnog DNK porekla. Galsulfaza je glikoprotein sa molekulskom težinom od oko 56 kD. Ovaj rekombinantni protein se sastoji od 495 aminokiselina i sadrži šest za asparagin vezanih mesta glikozilacije, četiri od kojih nose bis manoza-6-fosfat manoza 7 oligosaharid, koji je specifični ćelijski motiv prepoznavanja. Posttranslaciona modifikacija Cys53 ostatka proizvodi katalitički aminokiselinski ostatak Ca-formilglicin, koji je neophodan za enzimsku aktivnost i konzerviran je kod svih članova familije sulfataznih enzima.

## Literatura
- Nicholas C. Price; Lewis Stevens (1999). Fundamentals of Enzymology: The Cell and Molecular Biology of Catalytic Proteins (Third изд.). USA: Oxford University Press. ISBN 019850229X.
- Eric J. Toone (2006). Advances in Enzymology and Related Areas of Molecular Biology, Protein Evolution (Volume 75 изд.). Wiley-Interscience. ISBN 0471205036.
- Branden C; Tooze J. Introduction to Protein Structure. New York, NY: Garland Publishing. ISBN 0-8153-2305-0.
- Irwin H. Segel. Enzyme Kinetics: Behavior and Analysis of Rapid Equilibrium and Steady-State Enzyme Systems (Book 44 изд.). Wiley Classics Library. ISBN 0471303097.

## Spoljašnje veze
|  | Molimo Vas, obratite pažnju na važno upozorenje u vezi sa temama iz oblasti medicine (zdravlja). |